# August Schollaert
August Schollaert (Aalst, 20 maart 1893 - aldaar, 9 februari 1958) was een dirigent en orgelboekmaker.
Hij woonde en werkte gedurende zijn hele leven in Aalst.

## Biografie

### Muzikant en Dirigent
Schollaert was de derde zoon uit een arbeidersgezin in Aalst.  Hij was gehuwd met Aline Ghysbrecht (1897-1984). 
August Schollaert was reeds op 10-jarige leeftijd lid van de fanfare “het Democratisch muziek” ("Tot Heil des Volks"), de fanfare van de Daensisten, waarin ook zijn vader actief was. August Schollaert speelde bugel en hobo.
In 1914 werd hij dirigent van een afscheuring “De Jonge Garde”, een groep jongeren die zich verzette tegen de Franstalige leiding, die de fanfare "Tot Heil des Volks" van de Daensisten en de harmonie "Les Vrais Amis Constants" ("De Oude Garde") van de liberalen combineerde.
Van 1919 tot 1922 was hij beroepsmuzikant bij het leger (trombone) en volgde lessen harmonieleer en contrapunt aan het conservatorium van Antwerpen.
In 1921 diende de toenmalige dirigent ("muziekmeester") onder druk van de Liberale Partij een keuze te maken en koos voor "Les Vrais Amis Constants" ("De Oude Garde"). "De Jonge Garde" werd ontbonden. August Schollaert werd dirigent van de fanfare ‘Tot Heil des Volks’, die na de oorlog sterk beïnvloed was door de Frontbeweging. De meeste leden van “De Jonge Garde” stapten mee over.
"Tot Heil des Volks" werd later uitgebreid met een symfonieorkest “De Vlaamsche Symphonie”, waarvan August Schollaert eveneens dirigent was. Zowel de fanfare als het symfonie-orkest* waren zeer succesvol. August Schollaert bleef ononderbroken dirigent tot 1945.  

### Orgelboekmaker
In 1922 nam hij ontslag als beroepsmilitair en vestigde hij zich als zelfstandig draaiorgelboekmaker* voor dans- en kermisorgels. De orgelboeken werden hoofdzakelijk gekapt  door zijn vrouw Aline, later samen met hun enig kind, hun zoon Herman (1930-1997). Sinds hun huwelijk werd op de orgelboeken steeds “Schollaert-Ghysbrecht” vermeld.
Door zijn ervaring als dirigent was hij bedreven in het maken van arrangementen. Deze vaardigheid kon hij aanwenden voor het maken van draaiorgelboeken. Dans- en kermisorgels waren bijzonder populair tijdens het interbellum. Hij was zowel noteur, arrangeur als draaiorgelboekmaker. Hij was een van de weinigen die dit beroep op zelfstandige basis uitvoerden, waardoor hij niet gebonden was aan één bepaalde orgelbouwer. 
August Schollaert werkte meestal met piano- en orkestpartituren, waaraan hij zich nauwkeurig hield. Hij kon heel snel noteren, waardoor hij tijdens zijn carrière jaren een bijzonder grote productie heeft kunnen afleveren. Slechts een beperkt deel is bewaard gebleven of teruggevonden. De meeste orgelboeken werden gemaakt voor één specifiek orgel. Zijn arrangementen waren van een bijzonder hoog niveau, maar zelden gewaagd. Naast vrijwel alle hits uit de jaren dertig, veertig en vijftig arrangeerde hij ook veel marsen, walsen en semiklassieke stukken, zoals ouvertures en selecties uit Duitse en Franse operettes.
Een aantal van zijn arrangementen vindt men terug in de Aalsterse carnavalsliederen.  
Er zijn geen eigen composities van Schollaert bekend.

### Dansorgel "De Zwarte Kat"
August Schollaert was een vaste bezoeker van café De Zwarte Kat in Aalst, met het gelijknamige befaamde dansorgel, in feite een “concertorgel”. Dit orgel van het merk Mortier was beroemd voor zijn uitgebreid licht klassieke repertoire: ouvertures en selecties uit opera’s en operettes. In de beginjaren draaide dit orgel uitsluitend op orgelboeken van August Schollaert.  
Dit orgel verhuisde in 1975 naar het orgelmuseum in Brugge, maar werd later naar Japan overgebracht. De zoektocht naar het orgel was in 2022 het onderwerp van een radio-serie.

### Kermisorgels en dansorgels
August Schollaert kwam in contact met kermisfamilie Becquart. Zij plaatsten dansorgels op kermissen en zetten orgelmuziek op hun kermisattracties, waarvoor August Schollaert de draaiorgelboeken maakte.
Naast kermisorgels is August Schollaert ook gekend als draaiorgelboekmaker van dansmuziek. Door zijn goede connecties met Edmond Hooghuys van de bekende orgelmakerfamilie uit Geraardsbergen kon August Schollaert als zelfstandige een aantal draaiorgelboeken maken voor de draaiorgels Hooghuys. 
De meeste Mortier-orgels draaiden op zijn boeken. Ook bij Decap ,Gavioli, Limonaire, Verbeeck en Vander Beken vindt men zijn werk terug.
Bekend zijn ook de Hooghuys-orgels (van het type Condor en Senior) in het Boudewijnpark in Brugge. Beide spelen op orgelboeken van August Schollaert.

### Platen
Schollaert maakte na 1945 veel arrangementen voor 78 toerenplaten voor verschillende platenlabels. De bestellingen kwamen rechtstreeks van de platenfirma’s. Het waren vooral  opnames van Hooghuys/Becquart kermisorgels en Mortierorgels. Opnames van de Zwarte Kat zijn wereldwijd gekend, in het bijzonder in Japan waar het orgel zich momenteel bevindt.
Er werden ook 45 toerensingles uitgebracht die later ook op langspeelplaten verzameld werden.
Hoewel hij halfweg de jaren vijftig al ernstig verzwakt was door een ziekte, bleef August Schollaert tot aan zijn dood actief in de orgelmuziek. Hij overleed op 9 februari 1958 en ligt begraven op het kerkhof van Aalst.
Omdat er in 1958 minder noteerwerk was werd het bedrijf niet verder gezet.

## Galerij

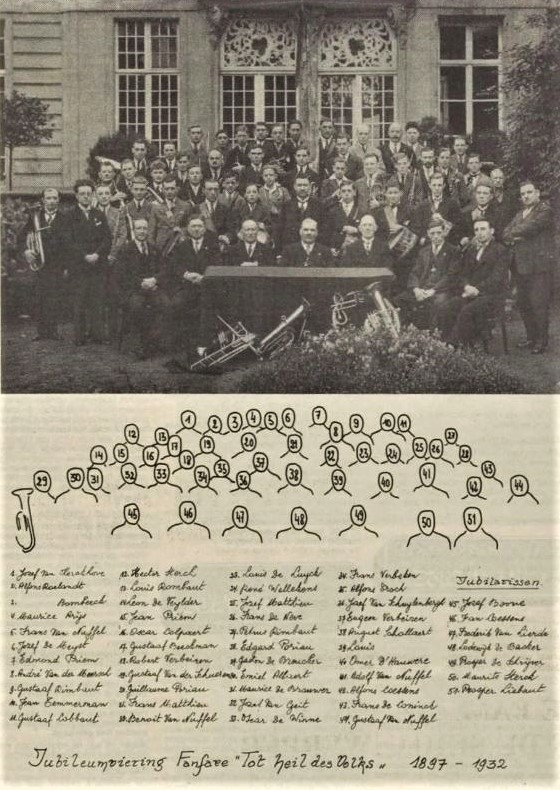
Fanfare "Heil des Volks" in 1932 met August Schollaert in het midden (nr.38)
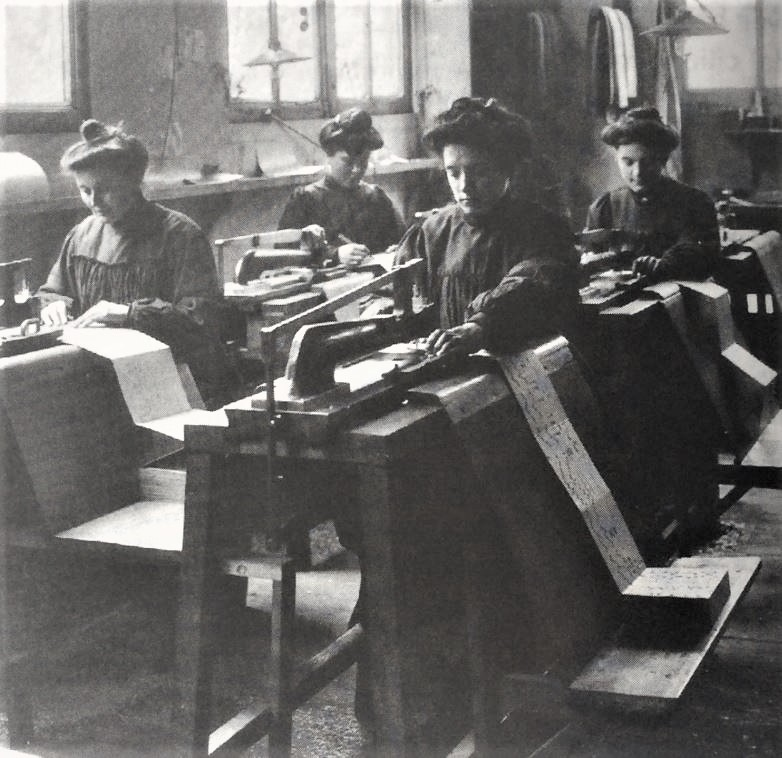
Vrouwen aan het werk aan kap- of ponsmachines voor het maken van draaiorgelboeken (rond 1920)
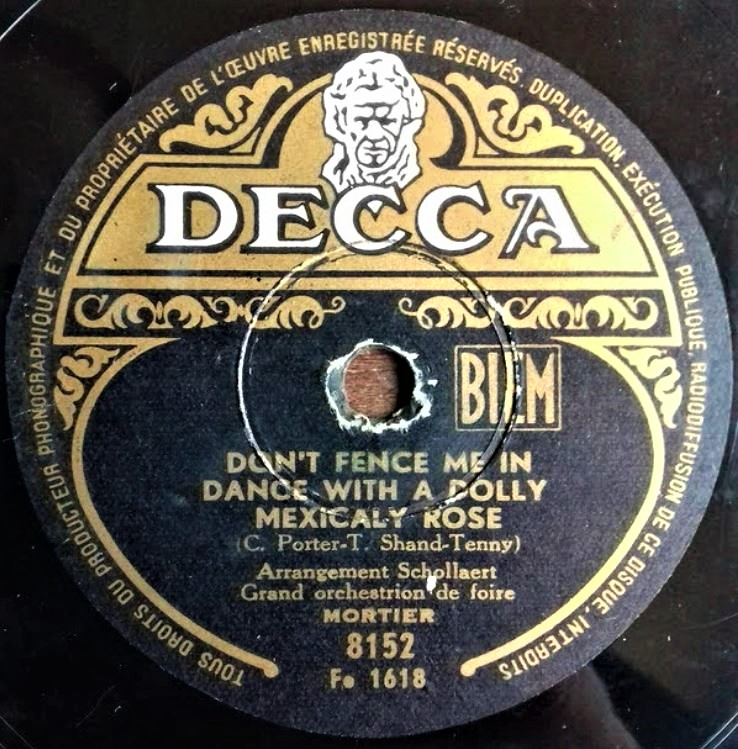
78-toerenplaat van Decca met August Schollaert als arrangeur (1946)
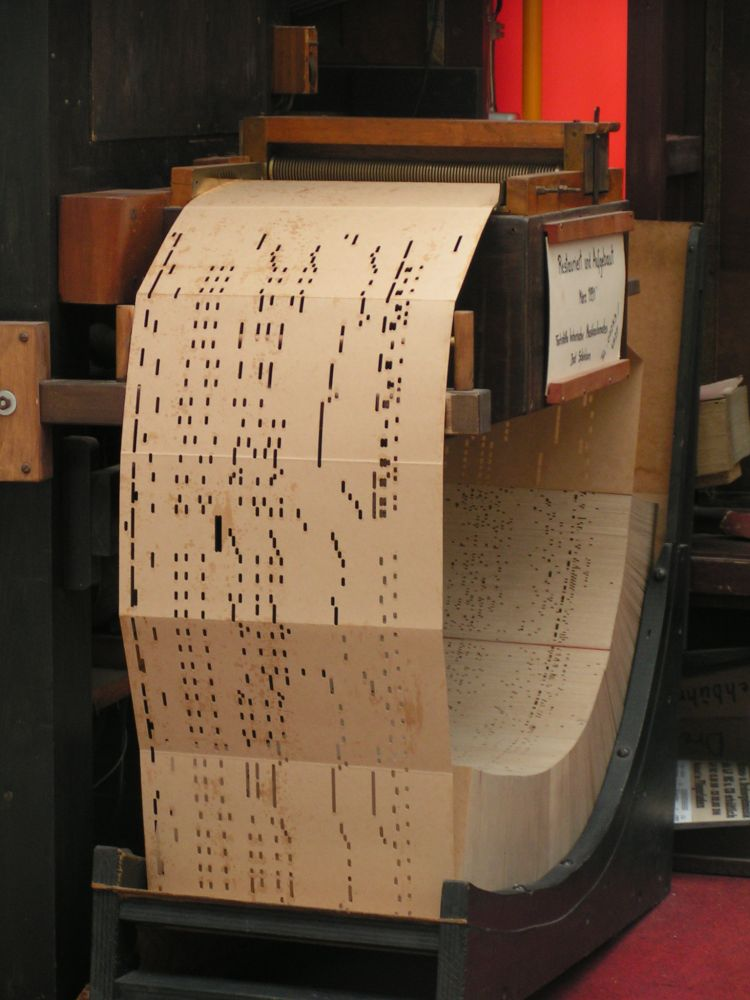
Draaiorgelboek
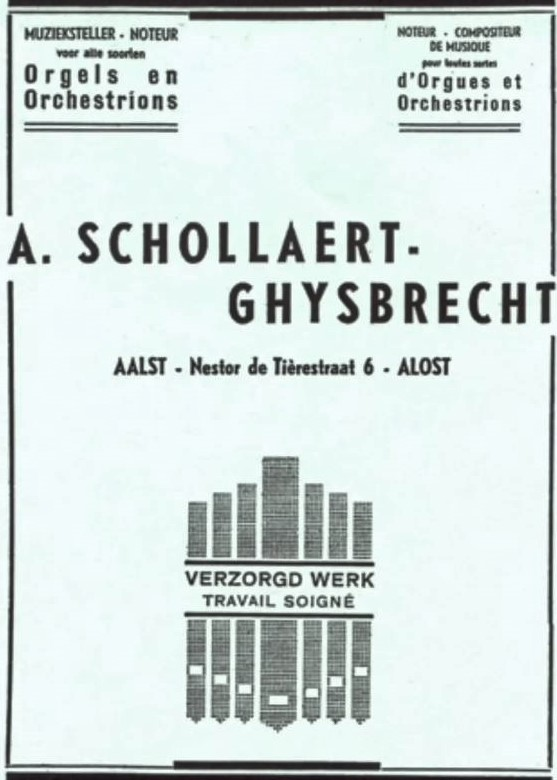
Kaft draaiorgelboek

## Algemene bronnen
- "Het verhaal van August Schollaert en orgelstad Aalst." Podcast (Werfcast). Cultuurcentrum De Werf 15 maart 2022    https://anchor.fm/cultuurcentrum-de-werf/episodes/Het-verhaal-van-August-Schollaert-en-orgelstad-Aalst-e1folej
- August Schollaert (1893-1958) – Belgian Dance Music Archive – Mechanical Music History 9300 Aalst Belgium (wordpress.com):  Belgian Dance Music Archive – Mechanical Music History 9300 Aalst Belgium #10/14 AUGUST SCHOLLAERT https://orgelaalst.wordpress.com/2021/02/02/10-deel-7-august-schollaert/
- "Muziekmaatschappij "Tot Heil des Volks" blaast Demokratengeest",  De Voorpost 6 oktober 1978, pagina 16  https://aalst.courant.nu/issue/DVP/1978-10-06/edition/0/page/16?query=
- "Aalstenaar August Schollaert. Maestro van de mechanische muziek", door Steven KEYMEULEN en Wouter VAN DER SPIEGEL. - Het Land van Aalst, jrg. LXXIV, 2022, nr. 4, p. 151 - 162. https://www.hetlandvanaalst.be/wordpress/wp-content/uploads/2022/12/HLVA_2022_4.web_.pdf